# Talents and Co
Talents and Co (Head Start) est une série télévisée australienne en 40 épisodes de 45 minutes créée par Chris Roache et diffusée entre le 9 avril 2001 et le 2 décembre 2001 sur ABC Australie.
En France, elle a été diffusée à partir 5 janvier 2008 sur France 4.

## Histoire
Une grande fondation lance une compétition dans l'innovation et la création à de jeunes australiens. Ils sont âgés de 18 à 21 ans et soumettent leur projet dans les arts, le sport, les sciences, le commerce et l'aide à la communauté. Le vainqueur recevra 20 000$ pour enfin réaliser son rêve.
Ils cohabitent tous dans un entrepôt et mettent en place leur projet. La vie en communauté ouvre la porte à des liaisons et des disputes entre locataires. Tout ce petit monde est supervisé par Garrett Quinn, un employé de la fondation de 40 ans, qui a tout perdu dans le crash de '87. 
Loc Minh Vu, un programmeur vietnamien construit un site permettant aux réfugiés de retrouver leur famille. Clare et Patrick Gormley (qui sont frère et sœur) viennent de la campagne pour mettre en place un élevage et la distribution de crevettes d'eau douce. Basia Lem tourne un documentaire sur une femme pilote pionnière dans l'aviation australienne. Seth Wallis et Kyle Richter, construisent un prototype permettant de changer automatiquement de vitesse sur un vélo, et Katherine Ingram, un prodige du piano qui veut composer une œuvre.

## Distribution
- Garth Holcombe (VF : Cédric Dumond) : Seth Wallis
- Blair Venn (VF : Patrick Borg) : Garrett Quinn
- Freya Stafford (VF : Laura Blanc) : Basia Lem
- David Hoflin (VF : Sébastien Desjours) : Patrick Gormley
- Nadia Townsend (VF : Carole Agostini) : Clare Gormley
- Ryan Johnson (VF : Axel Kiener) : Kyle Richter
- Megan Dorman (VF : Natacha Muller) : Katherine Ingram
- Charles Clausen (VF : Fabrice Josso) : Aaron Symonds
- Gareth Yuen (VF : Yann Peira) : Loc Minh Vu

## Apparition d'acteur de la sérieHartley, cœurs à vif
- Callan Mulvey : Rod Hunter, vedette de la télé et de la cuisine, petit ami de Clare Gormley.
- Lara Cox : Posy, l'ex petite amie de Kyle.
- Tasneem Roc : Skye Quinn, la fille de Garrett.
- Rel Hunt : Jordan Gray, un producteur de disques.
- Morna Seres : Mme Ingram
- Mario Gamma : Vendeur de la boutique informatique.
- Inge Hornstra : Une médium

## Épisodes
1. La sélection (Make or Break)
2. Embrouilles (Dischord)
3. Volte-face (Changing Views)
4. Le tout pour le tout (Winner Takes All)
5. Peine perdue (Making Music)
6. Un homme à la mer (He Ain't Heavy)
7. Une idée de génie (Business or Pleasure)
8. Mauvais plan (Crash and Burn)
9. Fiasco (Uppers & Downers)
10. Nouveaux départs (The Ties That Bind)
11. Détention prolongée (Family and Friends)
12. Interference (Interference)
13. La guerre des nerfs (To Market, to Market)
14. La chasse au rat (Rat in the Ranks)
15. La fausse note (Disconnected)
16. Kat FM (Tune In)
17. La dure réalité (The Cold Hard Facts)
18. Trahison (Seeing Is Believing)
19. Le revers de la médaille (Comings & Goings)
20. Leçon de conduite (Uncharted Territory)
21. Mauvaises surprises (Out of the Blue)
22. Question de principe (Conviction & Eviction)
23. titre français inconnu (Fighting Back)
24. titre français inconnu (The Straight and Narrow)
25. titre français inconnu (Wheels and Deals)
26. titre français inconnu (Crackerjack)
27. titre français inconnu (Show & Tell)
28. titre français inconnu (Double Trouble)
29. titre français inconnu (To Be or Not to Be)
30. titre français inconnu (Hanging Out to Dry)
31. titre français inconnu (Get the Picture)
32. titre français inconnu (Breaking Out)
33. titre français inconnu (The Final Cut)
34. titre français inconnu (Street Cred)
35. titre français inconnu (Subterfuge)
36. titre français inconnu (First Impressions)
37. titre français inconnu (Nothing Is What It Seems)
38. titre français inconnu (Get Your Own Way)
39. titre français inconnu (Bars & Tenders)
40. titre français inconnu (New Beginnings)